# 马克·普拉努斯
馬克·普拉努斯（法語：Marc Planus，1982年7月3日—）是一個法國足球的後衛。他曾代表法國參加2010年世界盃足球賽。

## 榮譽
波爾多
- 法國足球甲級聯賽 :
  - 冠軍 (1) : 2008–09

- 法國超級盃 :
  - 冠軍 (2) : 2008（英语：2008 Trophée des Champions）, 2009（英语：2009 Trophée des Champions）

- 法國聯賽盃 :
  - 冠軍 (2) : 2007（英语：2007 Coupe de la Ligue Final）, 2009（英语：2009 Coupe de la Ligue Final）

## 外部連結
- 马克·普拉努斯 – 法國職業足球聯賽数据 – 支持法语（已存档）